# Accelerate (R.E.M.)
Accelerate è il quattordicesimo album in studio del gruppo musicale statunitense R.E.M., pubblicato il 28 marzo 2008 in Italia e 1º aprile successivo negli USA.

## Descrizione
L'album è prodotto da Jacknife Lee già vincitore di vari Grammy Awards noto per aver collaborato con gli U2, per l'album How to Dismantle an Atomic Bomb, e con altri gruppi come gli Snow Patrol, i Bloc Party ed i Kasabian.
Il disco, che esce a quattro anni dall'ultimo album in studio Around the Sun (2004), è stato registrato durante il 2007 tra Vancouver, Dublino e Athens.
I R.E.M. hanno organizzato un conto alla rovescia in attesa della pubblicazione dell'album. Sul sito  ninetynights.com (archiviato dall'url originale il 4 luglio 2008)., lanciato il 1º gennaio 2008, ogni giorno per tutti i novanta giorni antecedenti l'uscita viene inserito un breve filmato che riguarda le fasi di registrazione dell'album. I video-clip sono girati dal regista francese Vincent Moon.
Il primo singolo estratto dall'album, Supernatural Superserious, è uscito a metà febbraio. L'album contiene I'm Gonna DJ, già inclusa nell'album del vivo R.E.M. Live e Until the Day Is Done, brano già utilizzato per il documentario della CNN Planet in Peril andato in onda nell'ottobre 2007.
In Italia l'album è stato presentato il 18 marzo in un concerto al Rolling Stone di Milano per Mtv Italia.
L'album ha ottenuto il miglior esordio dai tempi di New Adventures in Hi-Fi raggiungendo nella prima settimana il primo posto nelle classifiche di vendita in Regno Unito, Canada, Irlanda, Danimarca, Norvegia, Repubblica Ceca e Svizzera e il secondo in USA, Austria, Paesi Bassi, Germania, Israele e Italia.

## Tracce
1. Living Well Is the Best Revenge – 3:11
2. Man-Sized Wreath – 2:32
3. Supernatural Superserious – 3:23
4. Hollow Man – 2:38
5. Houston – 2:04
6. Accelerate – 3:33
7. Until the Day Is Done – 4:08
8. Mr. Richards – 3:45
9. Sing for the Submarine – 4:49
10. Horse to Water – 2:17
11. I'm Gonna DJ – 2:07

## Formazione
- Michael Stipe – voce
- Peter Buck – chitarra
- Mike Mills – basso, chitarra, tastiere, cori

Altri musicisti
- Scott McCaughey – chitarra, tastiere, cori
- Bill Rieflin – batteria, percussioni

## Classifiche
| Classifica (2008)         | Posizione massima |
| ------------------------- | ----------------- |
| Australia                 | 13                |
| Austria                   | 2                 |
| Belgio (Fiandre)          | 1                 |
| Belgio (Vallonia)         | 13                |
| Canada                    | 1                 |
| Danimarca                 | 1                 |
| Europa                    | 1                 |
| Finlandia                 | 10                |
| Francia                   | 17                |
| Germania                  | 2                 |
| Irlanda                   | 1                 |
| Italia                    | 2                 |
| Norvegia                  | 1                 |
| Nuova Zelanda             | 5                 |
| Paesi Bassi               | 2                 |
| Polonia                   | 20                |
| Portogallo                | 27                |
| Regno Unito               | 1                 |
| Repubblica Ceca           | 1                 |
| Spagna                    | 7                 |
| Stati Uniti               | 2                 |
| Stati Uniti (alternative) | 1                 |
| Stati Uniti (rock)        | 1                 |
| Svezia                    | 7                 |
| Svizzera                  | 1                 |